# 제페르송 바이아누
제페르송 바이아누(포르투갈어: Jefferson Baiano, 1995년 5월 10일 ~ )는 브라질의 축구 선수이다. 포지션은 공격수이다. 현재 K리그2의 부천 FC 1995 소속이다. K리그 등록명은 바이아노이다.